# Steven F. Udvar-Hazy Center
Lo Steven F. Udvar-Hazy Center, chiamato anche Udvar-Hazy Center, è la sede distaccata del National Air and Space Museum (NASM), dell'Istituto Smithsonian, situata nei pressi dell'Aeroporto Internazionale di Washington-Dulles nell'area di Chantilly, nella Contea di Fairfax, Stati Uniti. Ospita numerosi reperti, tra cui lo Space Shuttle Discovery e l'Enola Gay.
I 71.000 m² (760.000 piedi quadrati) della struttura sono stati resi possibili da una donazione di 65 milioni di dollari all'Istituto Smithsonian, avvenuta nell'ottobre del 1999, da parte di Steven F. Udvar-Házy, nato Udvarházy Ferenc István, filantropo, uomo d'affari e miliardario immigrato dall'Ungheria in seguito alla rivoluzione del 1956 e cofondatore dell'International Lease Finance Corporation, una società di leasing di aeromobili. La sede centrale del NASM situata sul National Mall a Washington D.C. aveva sempre contenuto più reperti di quanti potessero essere visti dai visitatori e la maggior parte della collezione era stata conservata, restando non visitabile, presso la Paul E. Garber Preservation, Restoration, and Storage Facility a Silver Hill, Maryland. Nel 2010 è stata completata una sostanziale aggiunta al centro che comprende le strutture di restauro, conservazione e raccolta. Le strutture di restauro e gli archivi del museo sono stati spostati dalla Garber Facility alle nuove sezioni dello Udvar-Hazy Center.

## Architettura e struttura

Panorama dell'interno dello Udvar-Hazy Center.

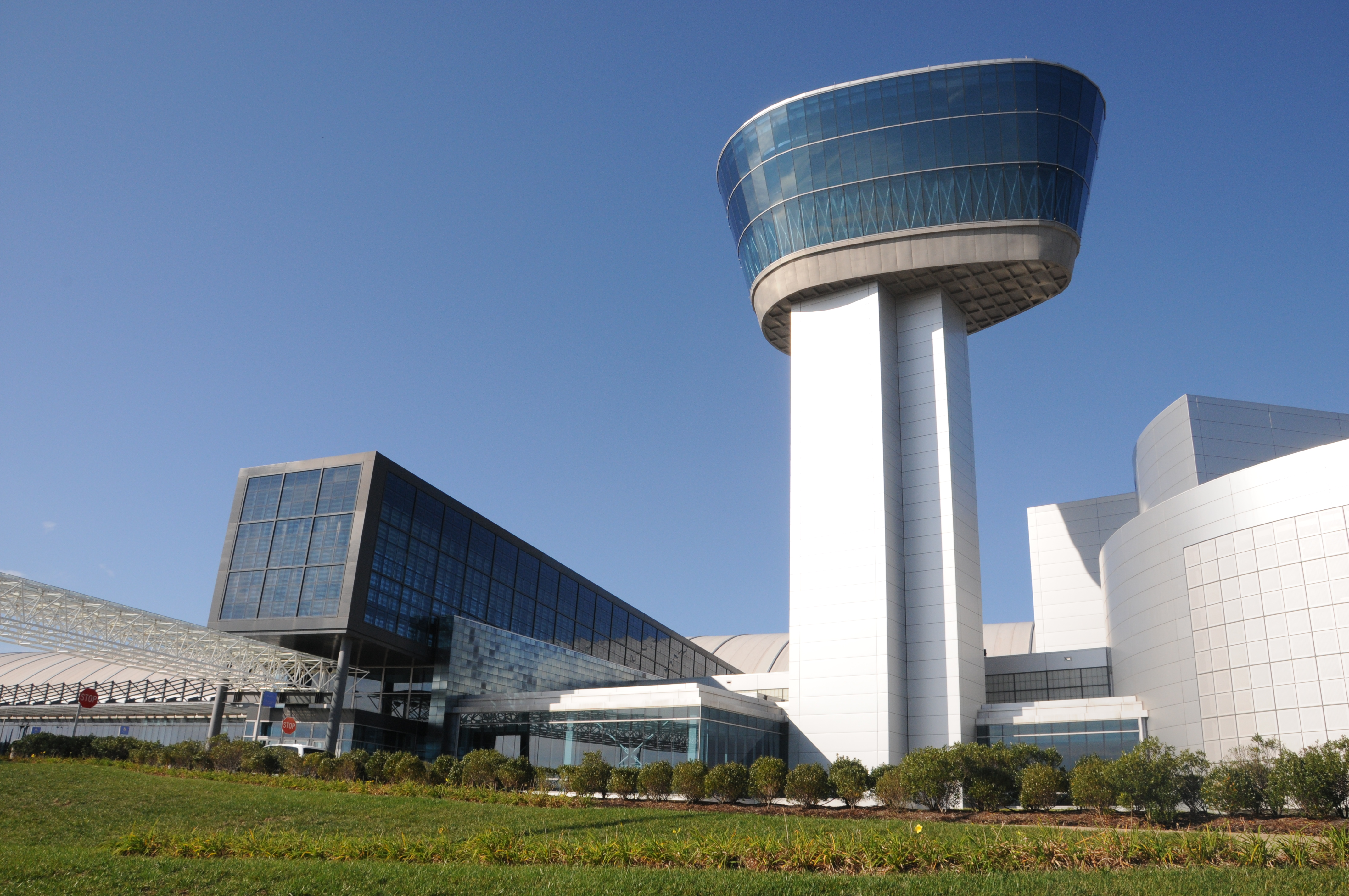
Vista dell'entrata con la torre di osservazione.

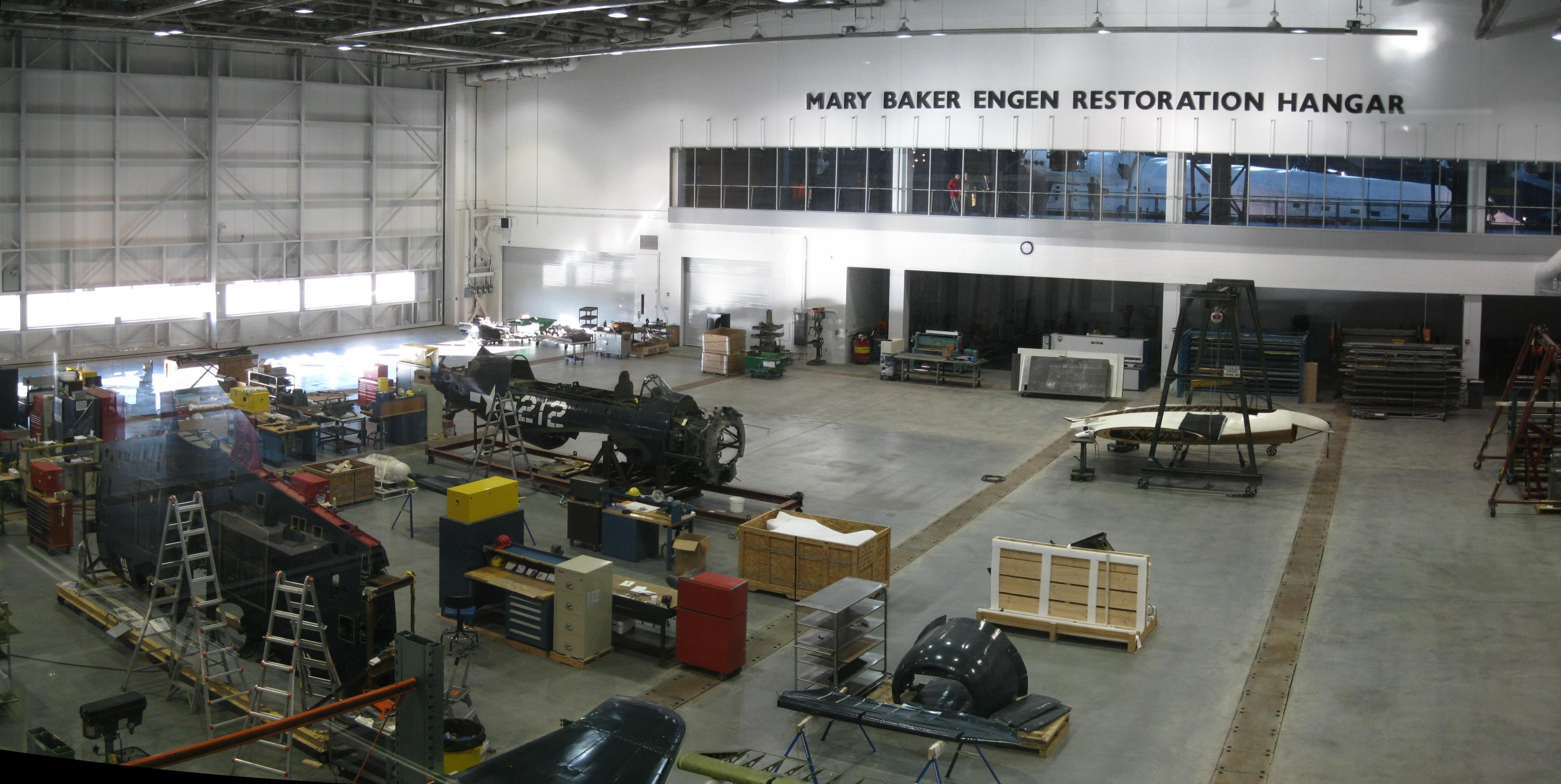
Il Mary Baker Engen Restoration Hangar a gennaio 2013. Lo Space Shuttle Discovery è sullo sfondo.

Progettato da Hellmuth, Obata e Kassabaum,che progettarono anche l'edificio della sede centrale del National Air and Space Museum, lo Udvar-Hazy Center richiese 15 anni di preparazione e fu costruito dalla Hensel Phelps Construction Company. Le aree espositive comprendono due grandi hangar, il Boeing Aviation Hangar di 27286,3 m² (293707 piedi quadrati) e il James S. McDonnell Space Hangar di 4930,1 m² (53067 piedi quadrati). La Donald D. Engen Observation Tower fornisce un punto di osservazione per le operazioni di atterraggio che hanno luogo nel vicino Aeroporto Internazionale di Washington-Dulles. Il museo, inoltre, contiene un teatro con sistema IMAX. Una via di rullaggio collega il museo all'aeroporto.
La seconda fase per la realizzazione dello Udvar-Hazy Center fu dedicata alla cura dietro le quinte della collezione dll'Istituto Smithsonian di aeromobili, veicoli spaziali, manufatti e materiali d'archivio correlati. Per questa seconda fase, il 2 dicembre 2008 lo Steven F. Udvar-Hazy Center ricevette una donazione di 6 milioni di dollari dalla Airbus Americas Inc. — la più grande donazione, da parte di una corporazione, all'Istituto Smithsonian nel 2008.
Il progetto includeva:
- Il Mary Baker Engen Restoration Hangar — abbastanza spazioso da ospitare più aeromobili contemporaneamente con un'area di osservazione al secondo piano progettata per dare ai visitatori una visione del dietro le quinte.
- Archivi — la prima raccolta di documentari sulla storia, la scienza e la tecnologia dell'aeronautica e del volo spaziale ospitata per la prima volta in un unico luogo, fornendo ai ricercatori ampio spazio e attrezzature.
- L'Emil Buehler Conservation Laboratory — che avrebbe fornito ai restauratori lo spazio necessario per sviluppare ed eseguire strategie specializzate di conservazione degli artefatti.
- L'unità per il trattamento delle collezioni — un bacino dedicato e un'area sicura appositamente progettata per l'ispezione iniziale e l'analisi dei reperti.[7]

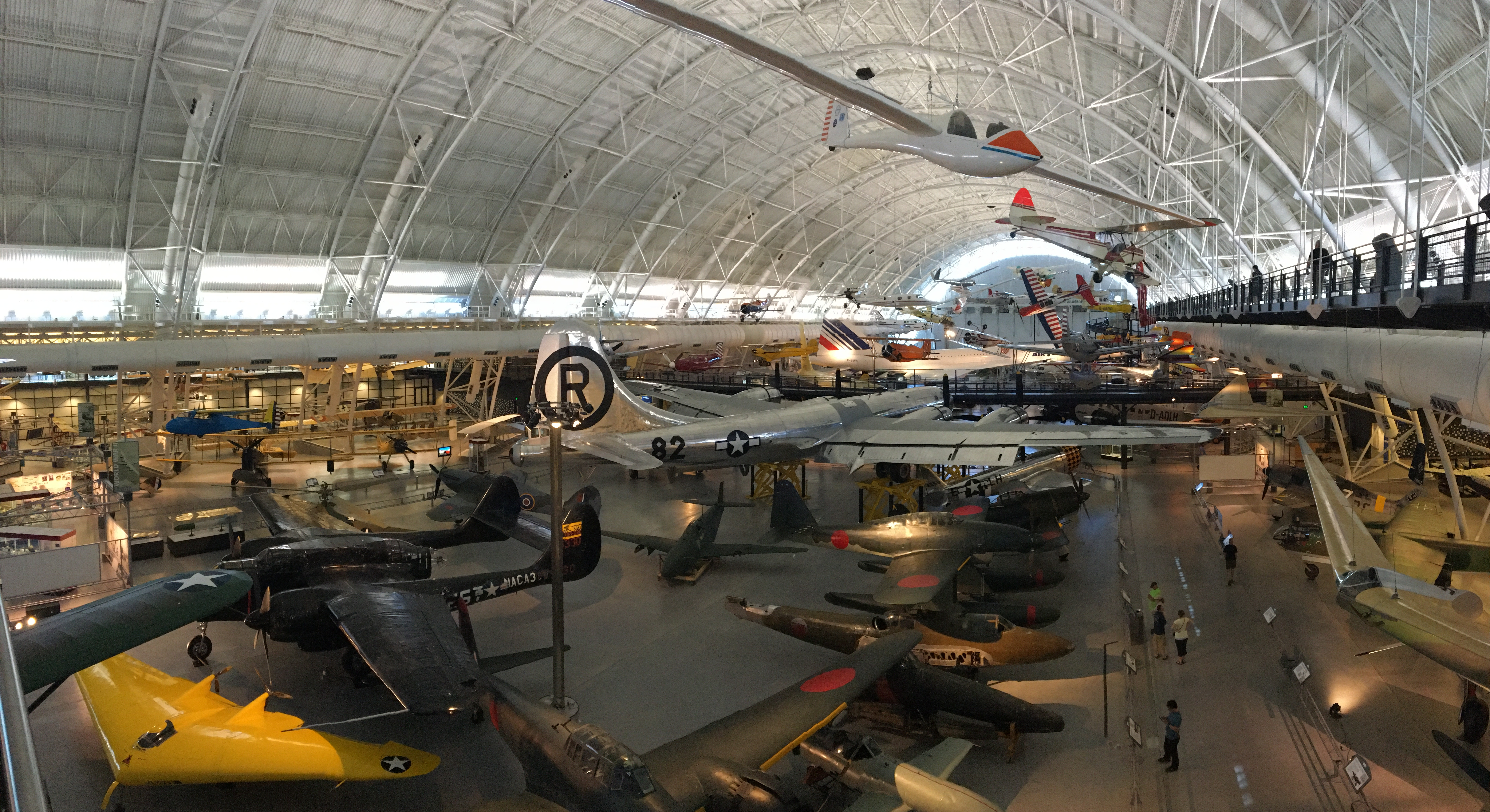
Steven F. Udvar-Hazy Center, sala Sud.

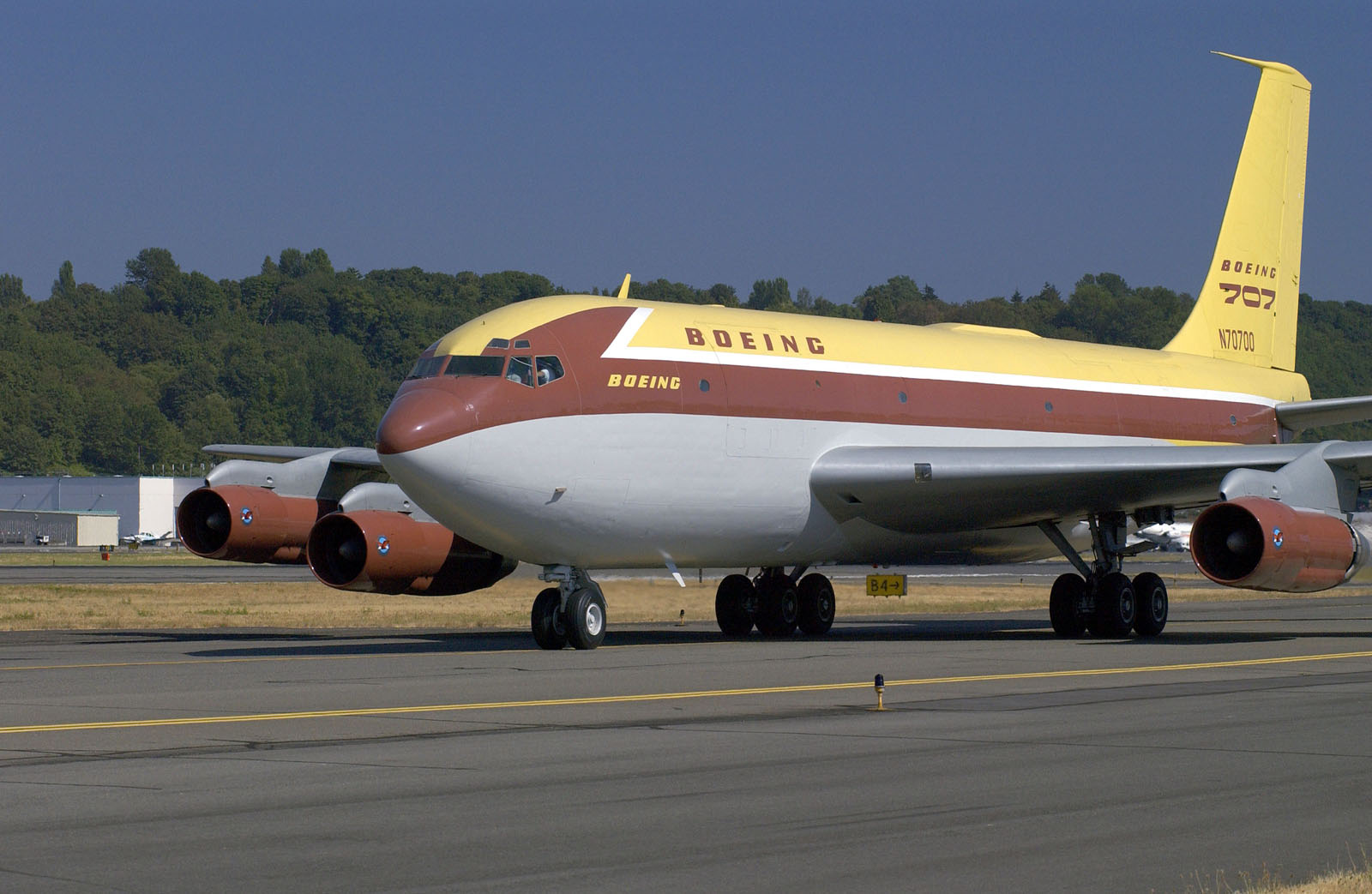
Anche il Boeing 367-80 (Dash-80) è conservato qui.

## Collezione

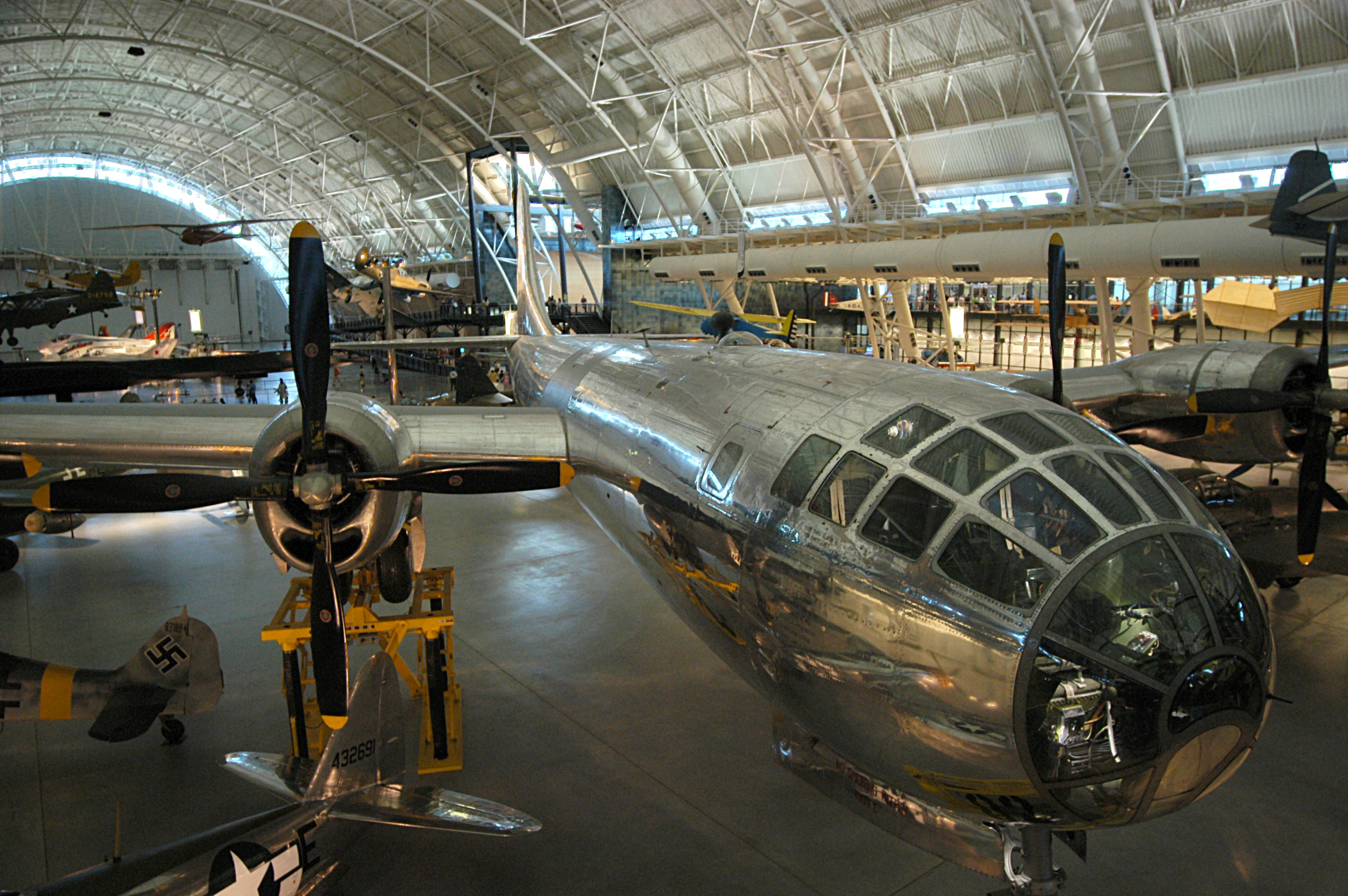
Enola Gay

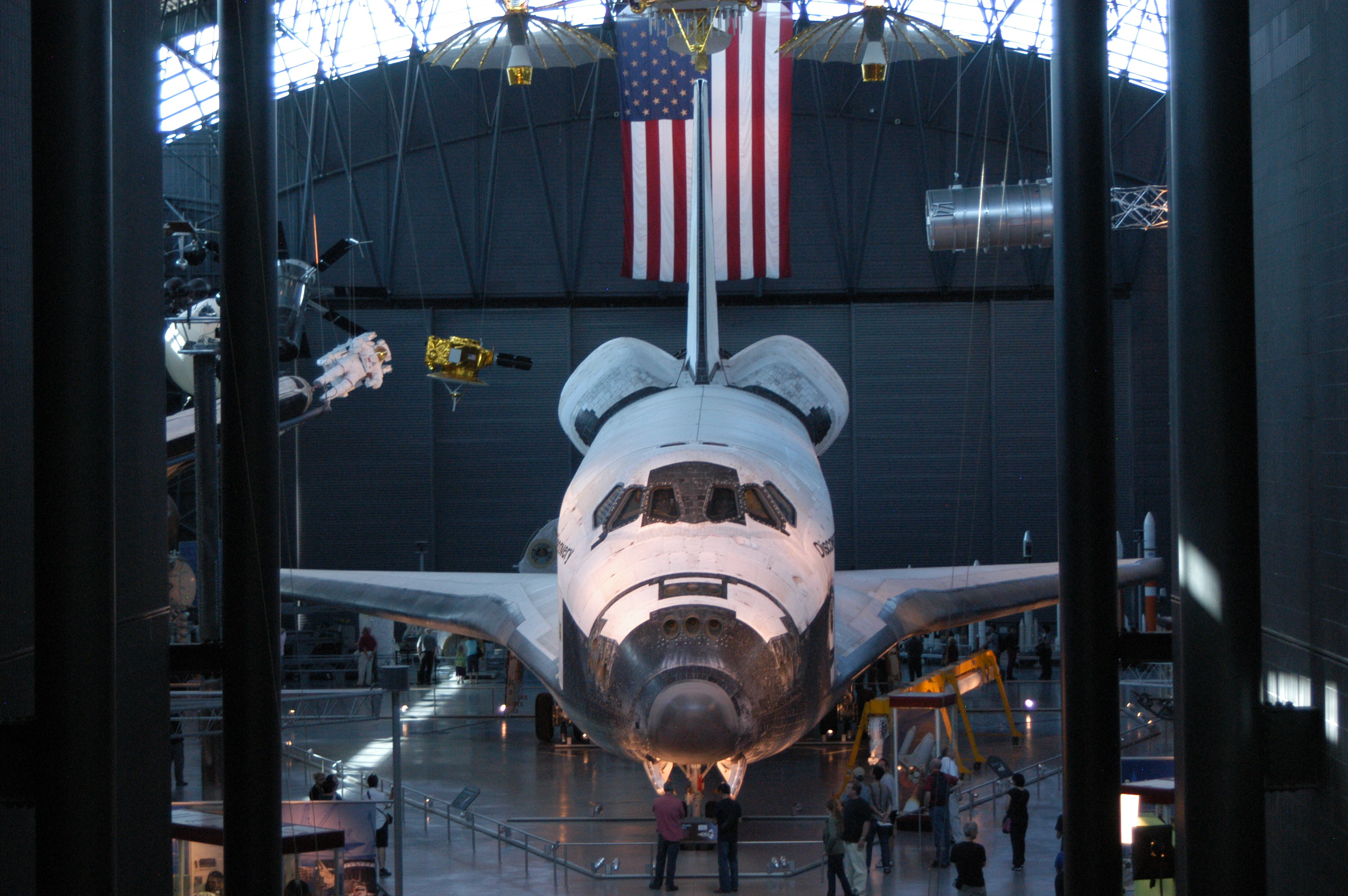
Lo Space Shuttle Discovery nell'area dedicata ai veicoli spaziali dello Udvar-Hazy Center

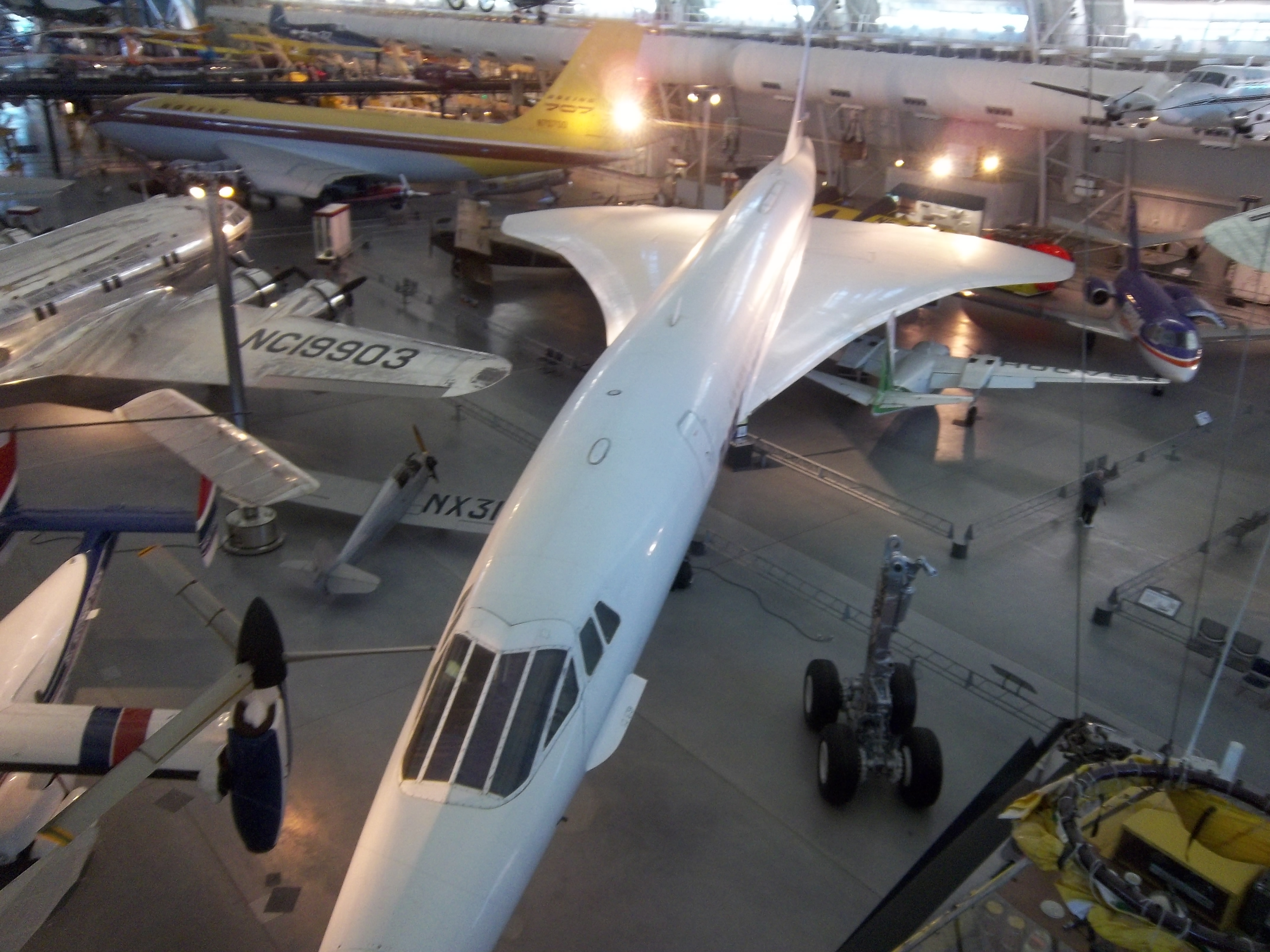
Il Concorde F-BVFA di Air France

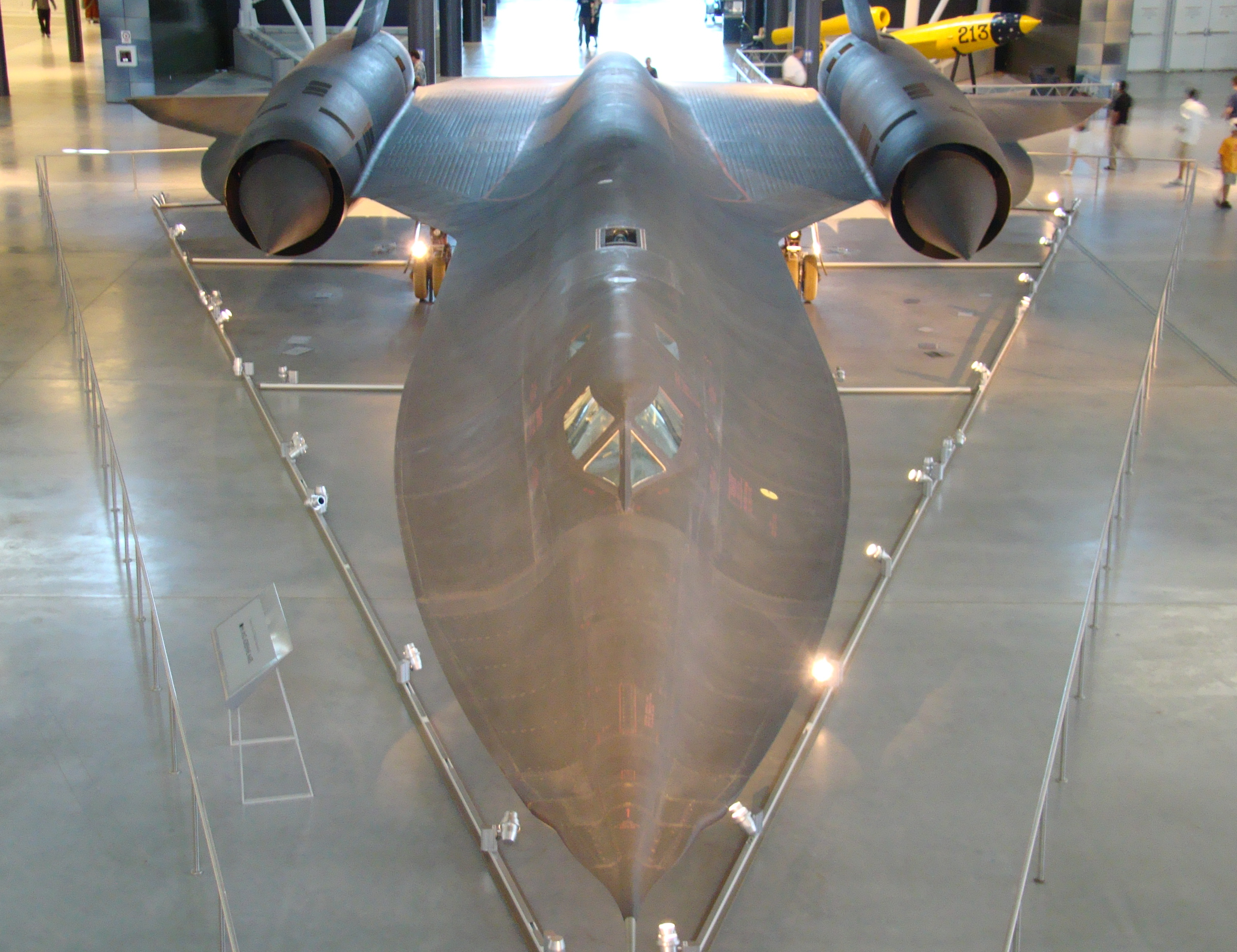
Lockheed SR-71 Blackbird

Capsula spaziale Gemini 7

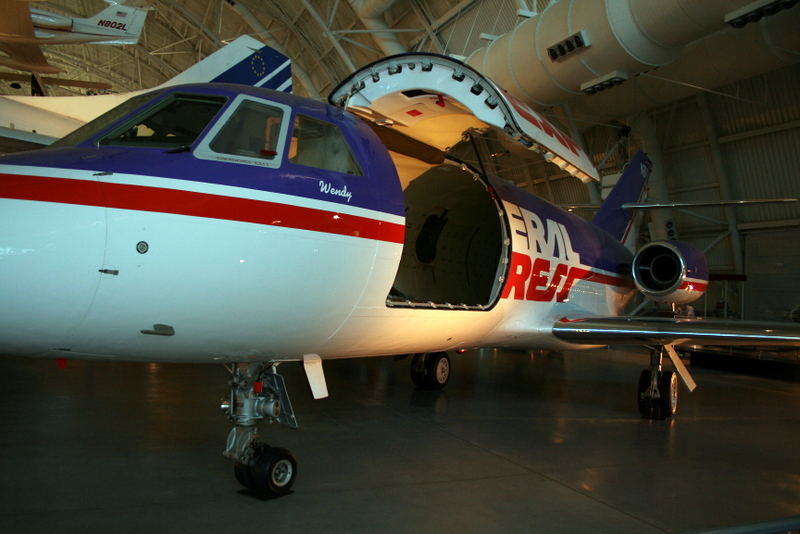
Dassault Falcon 20

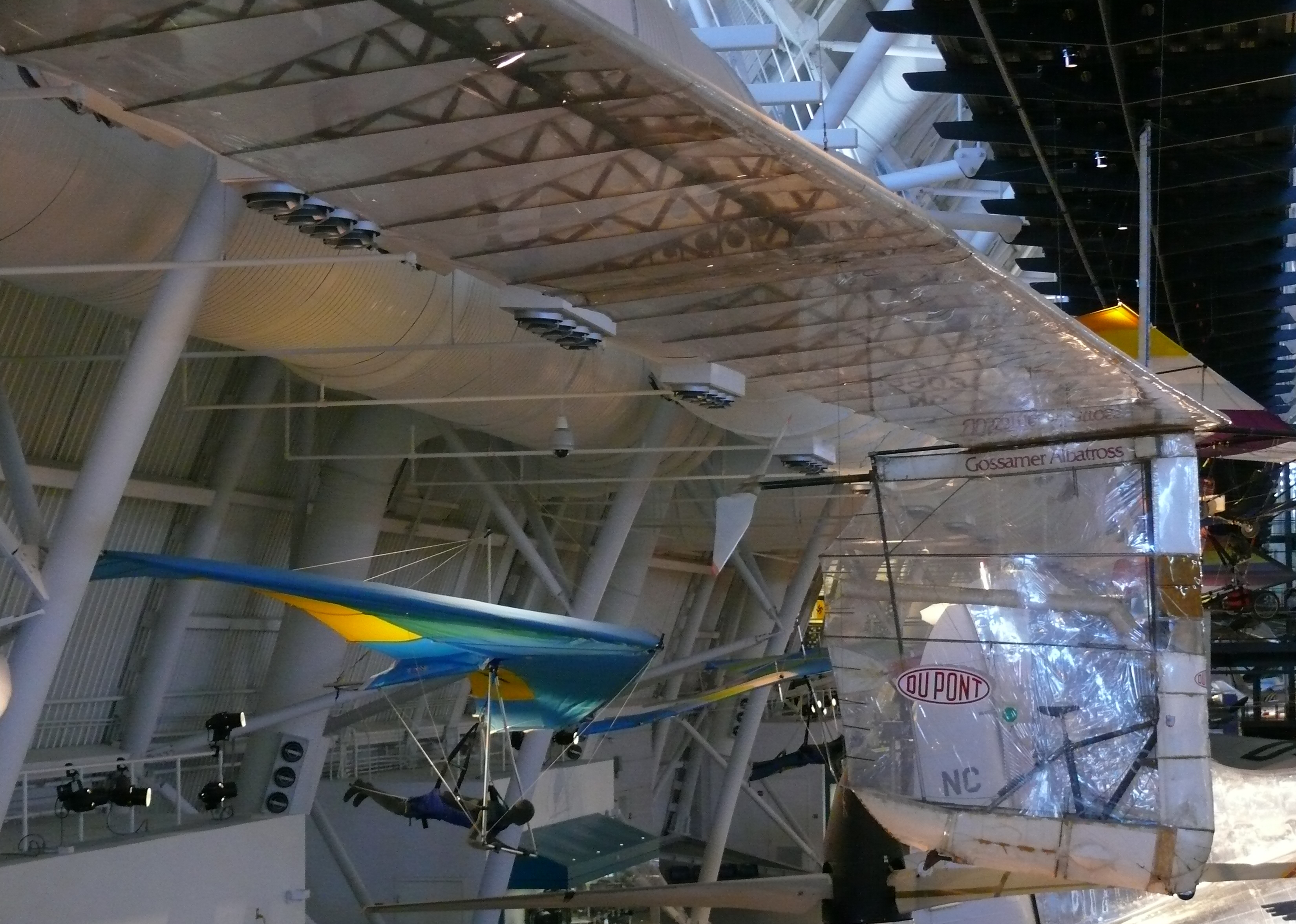
Gossamer Albatross

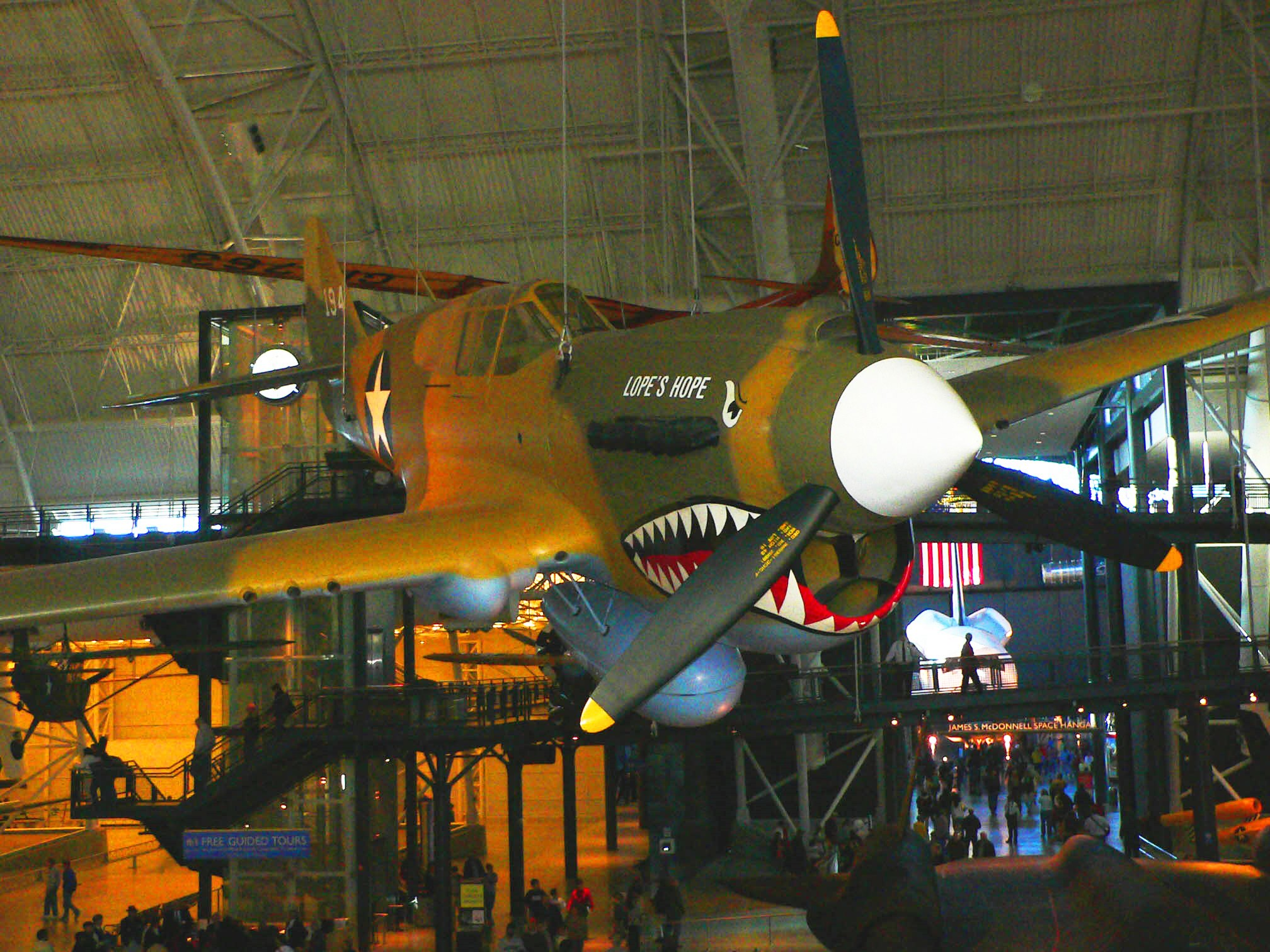
Curtiss P-40E Kittyhawk

La costruzione del centro terminò ed esso aprì il 15 dicembre 2003. Lo Udvar-Hazy Center mostra veicoli storicamente rilevanti per l'aviazione e lo spazio, specialmente articoli troppo grandi per lo spazio disponibile nella sede centrale del National Air and Space Museum sul National Mall, includendo:
- L'Enola Gay, il Boeing B-29 Superfortress che sganciò la prima bomba atomica su Hiroshima, Giappone
- Il veicolo spaziale orbitale Space Shuttle Discovery esposto al pubblico nel James S. McDonnell Space Hangar il 19 aprile 2012, sostituendo il veicolo per test in atmosfera, Enterprise.[8] Nella notte del 19 aprile, l'Enterprise fu caricato su uno Shuttle Carrier Aircraft in preparazione per il suo trasferimento verso l'Aeroporto Internazionale John F. Kennedy di New York e il 27 aprile 2012 verso la destinazione finale presso il Intrepid Sea-Air-Space Museum. L'Enterprise era stato esposto nell'Hangar spaziale dall'apertura del museo nel 2003.
- Un Tracking and Data Relay Satellite (TDRS) di prima generazione che si trova sospeso direttamente sopra il Discovery
- La capsula spaziale Gemini 7
- Un aereo da ricognizione Lockheed SR-71 Blackbird
- Un aereo di linea supersonico Concorde di Air France
- Un Lockheed L-1049[9] della United States Air Force, la versione militare dell'aereo di linea Lockheed Constellation ("Connie")
- Il jet da trasporto Boeing 367-80 ("Dash-80"), che era il prototipo per il Boeing 707
- L'unico convertiplano sperimentale Bell XV-15 rimasto
- Un razzo Redstone
- L'unico Verville-Sperry M-1 Messenger rimasto, il primo aereo messaggero dell'USAAS
- Il Langley Aerodrome A, un primo tentativo di volo a carburante operato dal Segretario Smithsonian Samuel Pierpont Langley
- Il velivolo sperimentale Northrop N-1
- L'unico Boeing 307 Stratoliner rimasto, l'ex-Clipper Flying Cloud della Pan Am
- Uno degli unici due caccia notturni tedeschi Heinkel He 219 Uhu rimasti
- L'unico caccia tedesco Dornier Do 335 Pfeil rimasto[10]
- L'unico prototipo di ala volante jet cacciabombardiere tedesco Horten Ho 229 rimasto
- L'unico jet bombardiere tedesco Arado Ar 234 Blitz rimasto
- L'unico velivolo ala volante tedesco Horten H.VI rimasto
- Uno degli unici tre caccia intercettori, alimentati con prouplsione a razzo, tedeschi Bachem Ba 349 Natter rimasti
- L'unico Nakajima J1N1-S Gekko giapponese rimasto
- L'unico Aichi M6A1 Seiran giapponese rimasto
- Uno degli unici quattro caccia notturni Northrop P-61 Black Widow rimasti
- Uno degli unici due caccia Boeing P-26 Peashooter rimasti
- Un Bede BD-5, velivolo monoposto autocostruito che fu piuttosto popolare negli anni '70 (la versione 5J è il più piccolo jet con equipaggio)
- Il Beck-Mahoney Sorceress, conosciuto, nella storia dell'aviazione, come il biplano da corsa "winningest"
- Un caccia britannico Hawker Hurricane
- Un pallone bomba giapponese come quello che uccise sei civili statunitensi in Oregon durante la seconda guerra mondiale
- Un Lockheed Martin X-35 Joint Strike Fighter, prototipo del Lockheed Martin F-35 Lightning II
- Un caccia Grumman F-14 Tomcat coinvolto nell'incidente del golfo della Sirte (1989).
- Il Gossamer Albatross, che fu il primo velivolo spinto dalla forza lavoro dell'uomo per volare sul Canale della Manica
- La più importante miniatura con effetti speciali del "Mothership" utilizzato nelle riprese di Incontri ravvicinati del terzo tipo
- Il Virgin Atlantic GlobalFlyer pilotato da Steve Fossett per il primo giro intorno alla Terra solitario, senza sosta e senza rifornimento
- Il Winnie Mae, un Lockheed Vega pilotato da Wiley Post
- Il primo velivolo utilizzato dalla FedEx, un Dassault Falcon 20
- Un pezzo del tessuto dell'LZ 129 Hindenburg sopravvissuto al disastro di Hindenburg.
- Una navicella spaziale Mercury-Atlas 10 del Progetto Mercury non usata
- Un elicottero Sikorsky HH-52 Seaguard della U.S. Coast Guard
- Un Launch Entry Suit
- Un aereo da ricognizione Vought RF-8 Crusader
- Un caccia McDonnell Douglas F-4S Phantom II
- Un caccia sovietico Mikoyan-Gurevich MiG-15
- Un NASA Pathfinder, uno dei primi velivoli alimentati ad energia solare
- Un elicottero Piasecki PV-2
- Un bombardiere francese Caudron G.4
- Un cacciabombardiere tedesco Focke-Wulf Fw 190F
- Un velivolo btirannico di cooperazione dell'esercito Westland Lysander
- Un aereo da trasporto CASA 352L
- Un cacciabombardiere Republic F-105D Thunderchief
- Un caccia Lockheed P-38 Lightning
- L'aereo da corsa Grumman F8F Bearcat "Conquest I" di Darryl Greenamyer
- Il caccia North American P-51C Mustang "Excalibur III"
- Un caccia North American F-86 Sabre
- Un caccia Republic P-47 Thunderbolt
- Un caccia Grumman F6F-3 Hellcat
- Un caccia sovietico Mikoyan-Gurevich MiG-21 "Fishbed"
- Un Beechcraft Bonanza
- Un Beechcraft Model 18
- Un elicottero Bell 47
- Un elicottero Bell H-13 Sioux
- Un elicottero Bell UH-1 Iroquois
- Un biplano da addestramento Boeing-Stearman Model 75
- Un aereo da attacco al suolo Grumman A-6E Intruder
- Un caccia Curtiss P-40E Kittyhawk
- Un caccia Vought F4U-1D Corsair
- Un Piper J-3 Cub
- Un Grumman G-22 Gulfhawk
- Un ultraleggero Aeronca C-2
- L'aliante Stanley Nomad
- Un Arrow Sport A2
- Un satellite per telecomunicazioni FS-1300 della Space Systems/Loral, precedentemente un pezzo di ricambio per il servizio Sirius Satellite Radio
- Il payload per la Shuttle Radar Topography Mission trasportato per la STS-99.
- Lo Shrike Commander di Bob Hoover
- La gondola del Breitling Orbiter 3[11] che ha volato circumnavigando il globo senza scalo
- Gondola C-49 del dirigibile Columbia (N4A) di classe Goodyear GZ-20 e gondola del Goodyear Pilgrim[12][13]

Il museo è ancora in fase di installazione di esposizioni e nel maggio 2012 erano in mostra 169 aerei e 152 reperti di grandi dimensioni, e i piani prevedono l'eventuale installazione di oltre 200 aeromobili. L'elenco corrente è indicato sulla pagina dedicata agli oggetti in mostra sul sito relativo alle collezioni del NASM dell'Istituto Smithsonian.

## Eventi
Numerosi eventi si svolgono nel museo durante tutto l'anno. Questi includono conferenze, presentazioni di libri, pigiama party ed eventi per bambini. Alcuni degli eventi più importanti del museo includono l'Air & Scare per Halloween, una manifestazione a porte aperte, e Innovations in Flight: Family Day and Outdoor Aviation Display.

## Apparizioni mediatiche
Il centro ha fatto la sua prima apparizione mediatica nel film Transformers - La vendetta del caduto del 2009. Il centro rimase aperto durante le riprese, anche se alcune aree sono state chiuse. L'SR-71 che è in esposizione nel museo fu usato come Jetfire, un Decepticon che, nel film, cambia fazione per diventare un Autobot. Nel film, il centro viene definito semplicemente come National Air and Space Museum.